# VESA
VESA je zkratka pro Video Electronics Standards Association. Jedná se o konsorcium výrobců a vývojářů grafických karet a zobrazovacích zařízení (monitorů) – zabývající se standardizací rozhraní a video protokolů.
Když operační systémy podporují tzv. VESA mód, nepotřebují mít ovladač pro každý monitor zvlášť i přes rozdílná rozlišení, ale při připojení monitoru si automaticky zjistí jeho rozlišení a zobrazení grafiky se mu přizpůsobí. Operační systémy s podporou VESA módu jsou schopné pracovat s monitorem který je kompatibilní s podporovanou grafickou kartou bez nutnosti vlastnit jeho ovladač pro rozlišení. VESA mód se nevztahuje na počet zobrazovaných barev. První operační systém s podporou VESA módu bez nutnosti jakékoli instalace (instalace operačního systému či ovladačů) byl Linux Slax.